# 皮梅拉
皮梅拉（法語：Puyméras，法語發音：[pɥimeʁa]）是法国普罗旺斯-阿尔卑斯-蓝色海岸大区沃克吕兹省的一个市镇，属于卡庞特拉区。

## 地理
皮梅拉（44°16'12"N, 5°7'41"E）面积14.59 平方千米，位于法国普罗旺斯-阿尔卑斯-蓝色海岸大区沃克吕兹省，该省份为法国东南部内陆省份，北起德龙省，西北接阿尔代什省，西接加尔省，南至罗讷河口省，东南角与瓦尔省接壤，东临上普罗旺斯阿尔卑斯省。
与皮梅拉接壤的市镇（或旧市镇、城区）包括：贝尼韦-奥隆、博尔代特新堡、梅兰多勒-莱索利维耶、米拉贝勒欧巴罗尼、皮耶贡、福孔、维耶努瓦地区圣罗曼、维勒迪约。

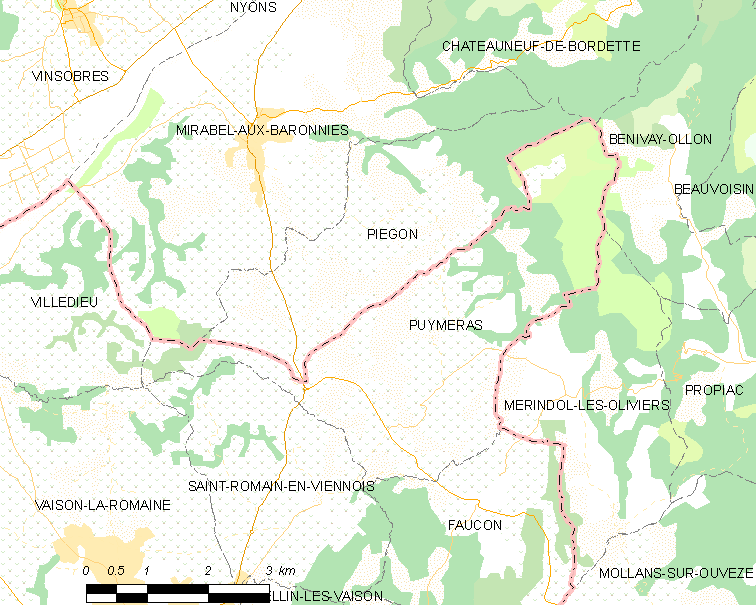
皮梅拉的OSM定位图

皮梅拉的时区为UTC+01:00、UTC+02:00（夏令时）。

## 行政
皮梅拉的邮政编码为84110，INSEE市镇编码为84094。

## 政治
皮梅拉所属的省级选区为韦松拉罗迈讷县。

## 人口

1962-2008年间皮梅拉人口变化图示

皮梅拉于2022年1月1日时的人口数量为584人。